# Isolinha

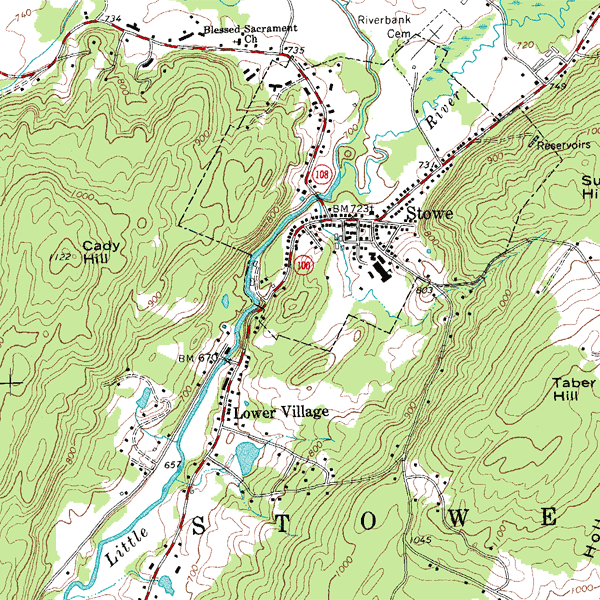
Curvas de nível de um mapa.

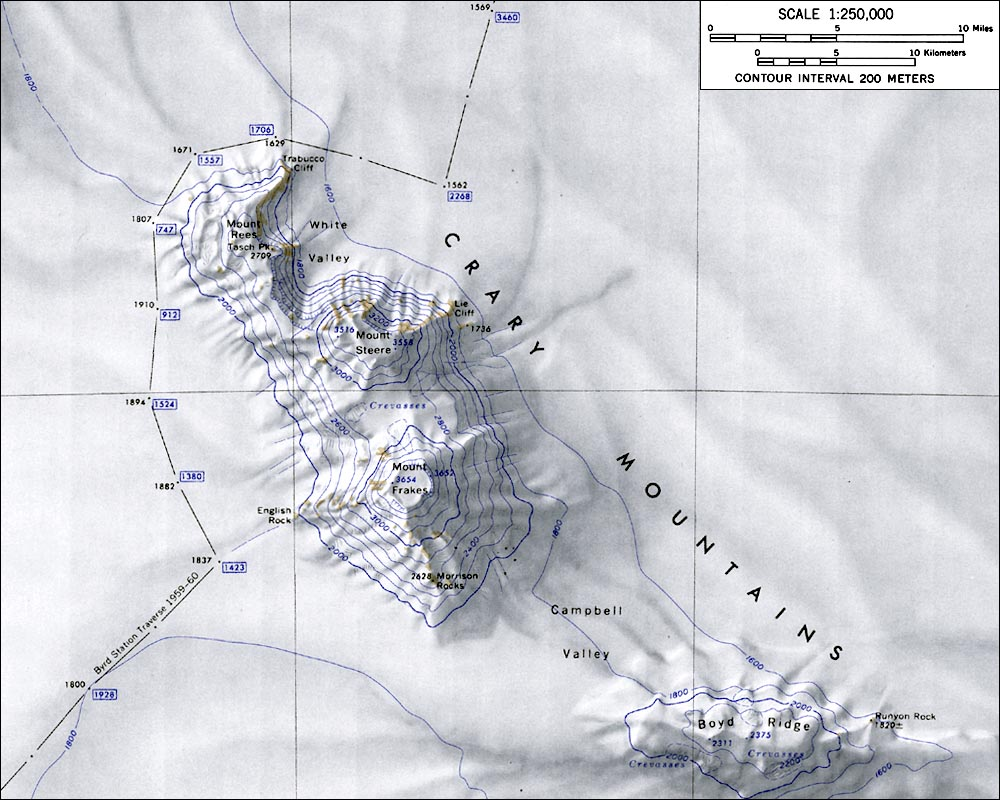
Curvas de nível em uma zona montanhosa.

A isoterma de 10 °C de média em julho, marcada pela linha vermelha, é utilizada para definir a fronteira do Ártico.

Uma isolinha (também chamada isograma, ou quando em certos mapas curva de nível, ou ainda linha de contorno, curva de contorno ou linha de mesmo valor), para uma função de várias variáveis, é uma curva que conecta os pontos em que a função tem um mesmo valor constante.
As isolinhas que são representadas em um mapa são linhas, retas ou curvas, que descrevem a interseção de uma superfície real ou hipotética com um ou mais planos horizontais. A configuração destas curvas permite aos leitores do mapa inferir o gradiente relativo da variável ou parâmetro e estimar um valor em um lugar determinado.
O gradiente da função é sempre perpendicular à isolinha. Quando as linhas estão muito próximas, a longitude do gradiente é grande: a variação é acentuada. Se as isolinhas adjacentes tem a mesmo espessura de linha, a direção do gradiente não pode ser determinada e por isso são empregadas diferentes espessuras ou são notadas (rotuladas ou etiquetadas) numericamente: deste modo a direção do gradiente pode ser facilmente apreciada.
O uso mais habitual das isolinhas é na cartografia e em meteorologia. Um mapa topográfico (ou mapa de curvas de nível) utiliza isolinhas que unem pontos de igual altitude e mostra, assim, a forma dos vales e das colinas, e inclinação das encostas.